# 스팍스 비어드
스팍스 비어드(영어: Spock's Beard)는 미국의 프로그레시브 록 밴드이다.

## 개요
스팍스비어드는 1992년 닐 모스와 앨런 모스 형제가 결성했다. 원래 둘이서 연주하려고 하다가 풀 밴드로 바꾸기로 하고 드러머 닉 드버질리오를 합류시켰다. 밴드명은 스타 트렉 (드라마)에서 따온 것이라 한다.
1집 The Light는 94년에 녹음하고 다음해 공개되었다. 앨범에서는 닐 모스가 건반을 연주했지만 라이브를 위해 오쿠모토 료를 고용했다. 95년의 샌프란시스코 프로그페스트에서 공연한 것이 첫번째 대규모 공연이었다. 그곳에는 자이언트 일렉트릭 피 레이블의 설립자인 토마스 왜버를 만나 유럽 배포계약을 맺었다.
앨범 Snow를 녹음하고 닐 모스는 밴드를 탈퇴한다. 그는 기독교에 빠져들어서 기독교적인 프로그레시브 록을 하고싶었지만 그것을 밴드에 강요하고 싶진 않았다. 닉 드버질리오는 앨범에서는 드럼과 보컬을, 라이브에서는 보컬만 하기로 했다.
닐 모스 없이 녹음한 첫 앨범은 Feel Euphoria(03)이었다. 메인 작곡가가 빠져서 밴드는 공동 작곡을 시도했다. 그래서 팬들의 요청에 부응하는 좀 더 모던한 사운드로 바뀌었다. Octane(05)은 더 좋은 평가를 받았다.
그들은 X(2010)를 팬들의 음반 사전구매로 비용충당해서 발매했다.
스팍스는 2011년 하이 볼티지 페스티벌에 참여하면서 인챈트의 보컬 테드 레오나르드를 보컬로 기용했다. 이 공연에서는 닐 모스도 등장해 옛 히트곡을 연주했다. 노래를 더 이상 할 수 없었던 닉은 밴드를 탈퇴하고 테드가 정식 멤버로 자리잡았다.
2013년작 Brief Nocturnes and Dreamless Sleep도 역시 크라우드소싱 으로 모금해 녹음했다.

## 음반 목록

### 닐 모스 보컬
- The Light (1995)
- Beware of Darkness (1996)
  - Official Live Bootleg/The Beard is Out There (1996)
- The Kindness of Strangers (1998)
- Day for Night (1999)
  - Live at the Whisky and NEARfest (1999)
- V (2000)
  - Don't Try This at Home (2000)
  - There and Here (2000)
- Snow (2002)

### 닉 드버질리오 보컬
- Feel Euphoria (2003)
- Octane (2005)
  - Gluttons for Punishment (2005)
- Spock's Beard (2006)
  - Live (2008)
- X (2010)
  - The X-Tour Live (2012)

### 테드 레오나르도 보컬
- - Live at High Voltage Festival (2011)
- Brief Nocturnes and Dreamless Sleep (2013)
  - Live at Sea (2014)
- The Oblivion Particle (2015)

## 멤버
Timeline